# Soffite

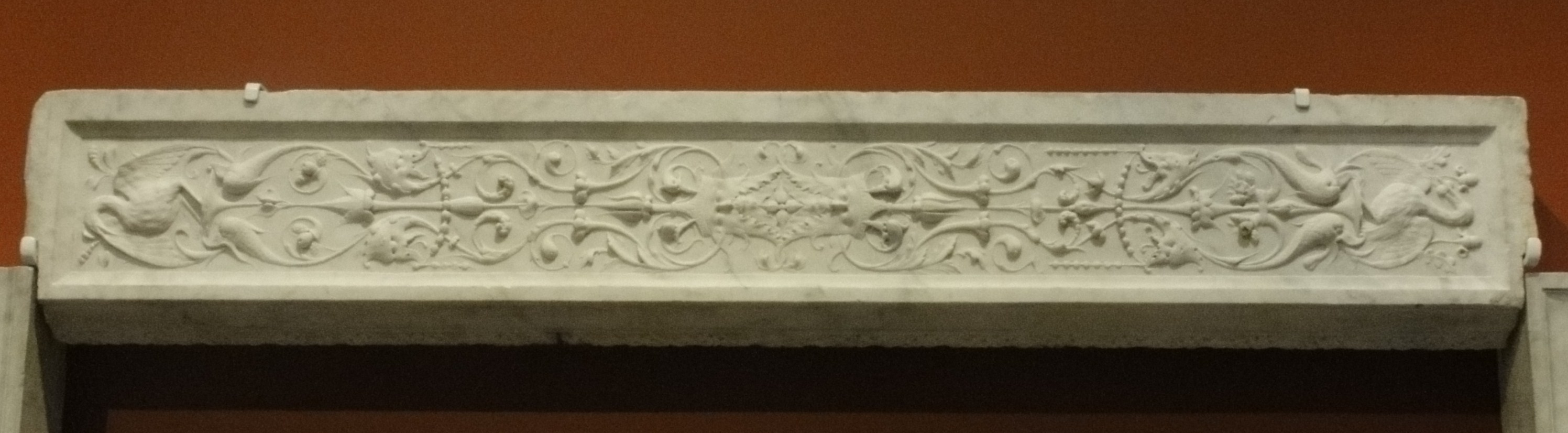
Soffite de porte, sauvegarde du château de Gaillon par Alexandre Lenoir.

Le soffite (de l'italien soffitto, « plafond ») est généralement le dessous d'un ouvrage suspendu placé en saillie ; souvent le dessous d'une corniche, d'une architrave ou d'un larmier. Ainsi, dans l'architecture romane du XIIe siècle, le soffite est une dalle décorative posée entre deux corbeaux ou modillons. Cette dalle marque l'avancée de la toiture d'une église romane. Elle est souvent décorée d'une cupule, sorte de conque.
Dans la construction actuelle, un soffite désigne également un décaissement de faux plafond, dans un but esthétique ou plus généralement pour le passage de réseaux de plomberie, de chauffage, de climatisation et/ou de ventilation.